# メキシコの音楽チャート
メキシコの音楽チャート（メキシコのおんがくチャート）では、メキシコの音楽チャートについて述べる。
メキシコの音楽チャートには以下のようなものがある。
- トップ100メヒコ - メキシコ音楽映像事業者協会が発表するアルバム・チャート
- モニトール・ラティーノ - 同名の団体が発表するシングル・チャート
- メキシカン・エアプレイ - 『ビルボード』誌が発表するシングル・チャート